# Aeropuerto de Puvirnituq
El Aeropuerto de Puvirnituq (del inglés: Puvirnituq Airport) (OACI: CYPX) está ubicado a 1 MN (1,9 km; 1,2 mi) al noroeste de Puvirnituq, Quebec, Canadá.

## Aerolíneas y destinos
- Air Inuit
  - Kuujjuaq / Aeropuerto de Kuujjuaq
  - Inukjuak / Aeropuerto de Inukjuak
  - Radisson / Aeropuerto de La Grande Rivière
  - Salluit / Aeropuerto de Salluit
  - Akulivik / Aeropuerto de Akulivik
  - Montreal / Aeropuerto Internacional de Montreal-Trudeau